# Kontrola dostępu
Kontrola dostępu – środki mające na celu zapewnienie dostępu do zasobów tylko uprawnionym jednostkom.

## Zastosowania
Kontrola dostępu znajduje zastosowanie głównie wśród wielkich korporacji, których rzesze pracowników pracują w biurowcach i kampusach. Często systemy te wykorzystuje się do zabezpieczania pojedynczych pomieszczeń, takich jak magazyny czy serwerownie. O popularności tej metody uwierzytelniania świadczy fakt korzystania z niej na imprezach masowych, wyciągach narciarskich, a nawet na płatnych parkingach.

## Metody identyfikacji
- Niski stopień zabezpieczeń (bazujący na pamięci):
  - kod numeryczny lub alfanumeryczny (np. PIN),
- Średni stopień zabezpieczeń (bazujący na kluczach):
  - karta plastikowa z nadrukowanym kodem kreskowym,
  - karta zbliżeniowa,
  - karta magnetyczna,
  - karta chipowa,
- Wysoki stopień zabezpieczeń (bazujący na cechach biometrycznych):
  - odcisk palca (linie papilarne),
  - twarz
  - geometria dłoni,
  - tembr głosu,
  - tęczówka,
  - siatkówka oka,
  - rysunek naczyń krwionośnych,
  - DNA.

Wszystkie metody identyfikacji wymagają odpowiednich urządzeń wejściowych (czytnik kart zbliżeniowych, czytnik linii papilarnych, skaner twarzy czy klawiatura itp.) oraz wykonawczych (rygle, zwory elektromagnetyczne, zamki elektroniczne). Korzystnym rozwiązaniem jest połączenie wszystkich tych elementów w jedną sieć, tworząc system zabezpieczeń oparty na systemie informatycznym.

## Zalety
- bezobsługowe określenie uprawnień
- zwiększona ochrona danych i mienia
- natychmiastowa identyfikacja
- monitoring zdarzeń
- zwiększona wygoda (np. jedna karta zamiast pęku kluczy)
- łatwa rozbudowa
- proste zarządzanie

## Wady
- wysokie koszty wdrożenia systemu